# Ian Wimmer
Ian Wimmer (Echt, 11 augustus 1977) is een voormalig Nederlands voetballer die tussen 1997 en 1999 uitkwam voor VVV. Hij speelde bij voorkeur als middenvelder en was ook inzetbaar als centrale verdediger.
Wimmer maakte op 12-jarige leeftijd de overstap van amateurclub RKVVB uit Berkelaar naar de jeugdopleiding van VVV. In het seizoen 1997/98 werd de Echtenaar als amateur toegevoegd aan de selectie van het eerste elftal. Op 16 december 1998 maakte hij als invaller voor Remco Schol zijn competitiedebuut namens VVV in een met 2-1 verloren uitwedstrijd bij Go Ahead Eagles. Wimmer kreeg geen profcontract bij VVV en vertrok in 1999 naar EVV. Na zijn spelersloopbaan ging hij aan de slag als fysiotherapeut.

## Statistieken
| Seizoen         | Club            | Competitie      | Competitie | Competitie | Beker | Beker | Nacompetitie | Nacompetitie | Totaal | Totaal |
| Seizoen         | Club            | Competitie      | Wed.       | Dlp.       | Wed.  | Dlp.  | Wed.         | Dlp.         | Wed.   | Dlp.   |
| --------------- | --------------- | --------------- | ---------- | ---------- | ----- | ----- | ------------ | ------------ | ------ | ------ |
| 1997/98         | VVV             | Eerste divisie  | 0          | 0          | 0     | 0     | —            | —            | 0      | 0      |
| 1998/99         | VVV             | Eerste divisie  | 2          | 0          | 0     | 0     | —            | —            | 2      | 0      |
| Carrière totaal | Carrière totaal | Carrière totaal | 2          | 0          | 0     | 0     | 0            | 0            | 2      | 0      |